# Pycnoporus sanguineus
Urupê (Pycnoporus sanguineus ou Trametes sanguinea), também conhecido como orelha de pau, é um fungo que costuma crescer sobre troncos de árvores. Foi descoberto na Ilha Guana, nas Ilhas Virgens Britânicas. Ganhou este nome por ser muito parecido com uma orelha e com um pedaço de madeira. Este fungo é um decompositor da cadeia alimentar, se alimentando de matéria morta, podendo ser um grande indicador do estado físico da árvore. Quando encontrado em um tronco, indica, na maioria das vezes, que a árvore está comprometida. A parte externa deste fungo é denominada "corpo de frutificação", o fungo verdadeiro fica localizado no interior do tronco. É possível localizar este fungo mais comumente em áreas tropicais.
Historicamente, quatro "principais" espécies do gênero Pycnoporus foram discernidas com base em suas características morfológicas (tamanho dos poros do basidiocarpo e forma do basidiósporo) e suas áreas de distribuição: (1) Pycnoporus cinnabarinus, uma espécie comum, distribuída especialmente no hemisfério norte, (2) Pycnoporus puniceus, uma espécie rara conhecida da África, Índia, Malásia e Nova Caledônia, e caracterizada por um basidiocarpo com grandes poros irregulares (1-3 por mm), (3) Pycnoporus sanguineus, uma espécie comum distribuída em regiões tropicais e subtropicais, e (4) Pycnoporus coccineus, distribuída nos países limítrofes dos oceanos Índico e Pacífico.
P. sanguineus é endêmico do Brasil e pode ser encontrado nos seguintes estados: Região Norte (Acre, Amazonas, Amapá, Pará e Rondônia), Região Nordeste (Alagoas, Bahia, Ceará, Maranhão, Paraíba, Pernambuco, Piauí e Rio Grande do Norte), Região Centro-Oeste (Mato Grosso do Sul e Mato Grosso), Região Sudeste (Espírito Santo, Rio de Janeiro e São Paulo), Região Sul (Paraná, Rio Grande do Sul e Santa Catarina).

## Etimologia
O nome popular "urupê" vem do tupi antigo urupé, que designava um cogumelo relativamente grande e não comestível, mais especificamente o Pycnoporus sanguineus. Este nome popular do fungo serviu de título de uma obra de Monteiro Lobato e passou a designar um município em São Paulo.

## Uso medicinal

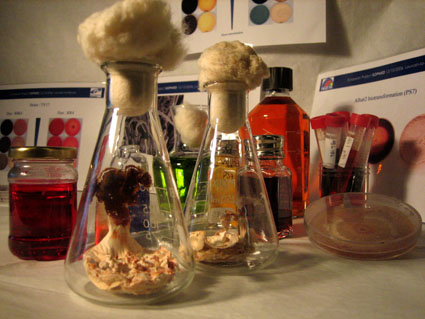
Cultivo de cepa do Pycnoporus sanguineus no Projeto SOPHIED.

Existem estudos para utilização do fungo Pycnoporus sanguineus como pigmento corante e para prétratamento para biopolpação de madeiras com resultados favoráveis sobre a degradação de lignina e potencial aplicação para a indústria de celulose e papel a qual necessita a retirada desses polímeros.  Contudo mais promissores são sua possível utilização na produção de medicamentos, inclusive há referências à sua utilização na medicina tradicional de alguns povos indígenas das Américas e da África para o tratamento de otite e de outras doenças.
O P. sanguineus atua como sintetizador de alguns pigmentos. Um deles, a cinabarina, possui propriedades antibacterianas  com bom potencial terapêutico e aplicação farmacológica. Segundo Munoz et. al. possui potencial lignocelulítico e os metabólitos secundários desse fungo são importantes na conquista de substâncias antivirais, antioxidantes, antifúngicas, além de antibacterianas, atribuídos também aos compostos derivados da cinabarina (ácido cinabarínico e tramesanguine)  A cinabarina é mais ativa contra bactérias Gram-positivas do que contra Gram-negativas tanto de origem alimentar, quanto de origem humana. Extratos desse fungo obtido com o solvente acetato de etila, inibiu o crescimento de S. aureus, S epidermidis e P aeruginosa, sendo mais eficiente para S. aureus. Extratos do "P. sanguineus" em hexano e em acetona, purificados para realização de ensaios biológicos evidenciaram que a cinabarina reduziu em 4 vezes 0 título do vírus rábico, porém não se apresentou ativa contra os protozoários devido a sua alta instabilidade química.

## Galeria

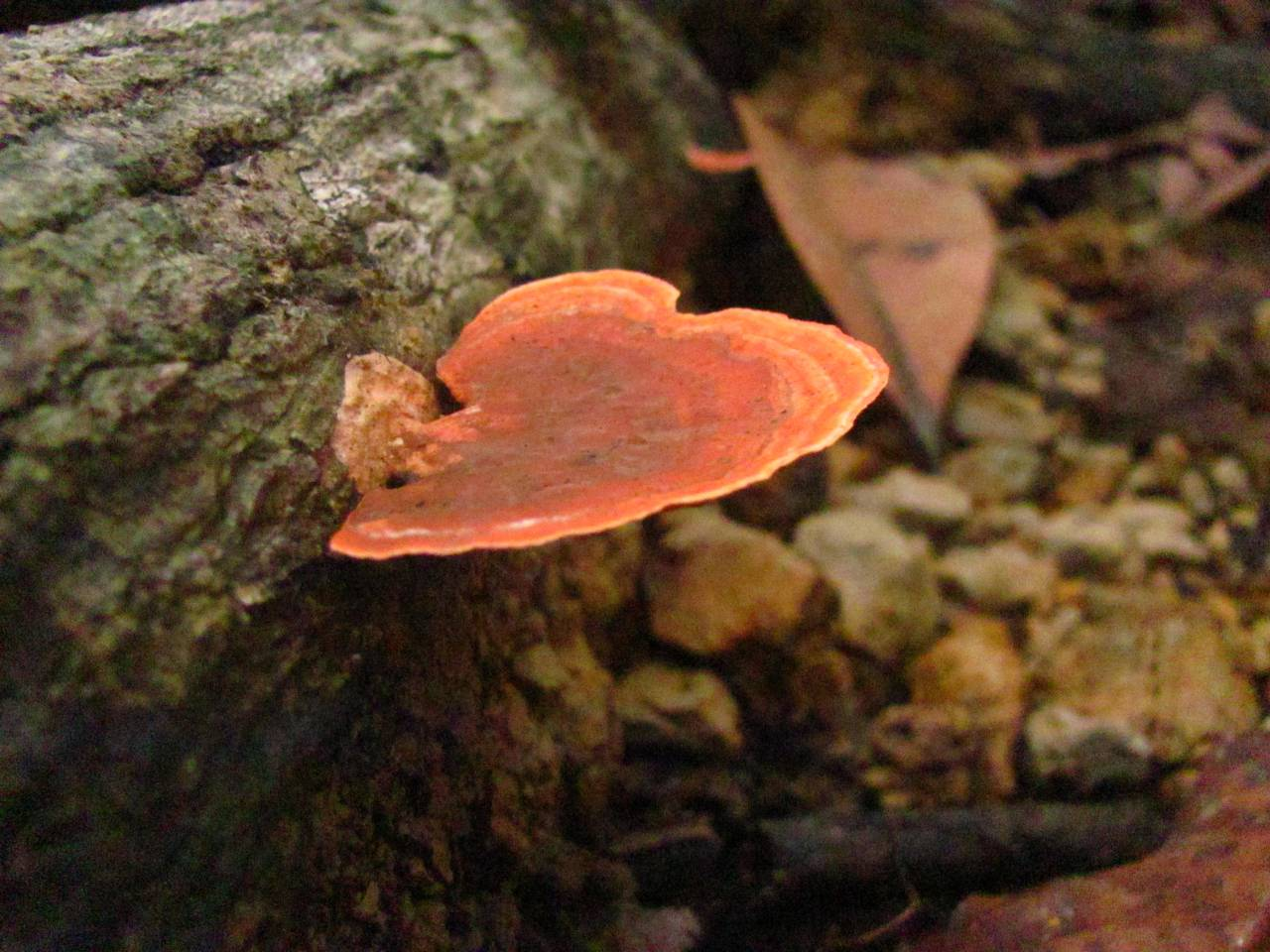
P.sanguineus (L.) Murrill - Valle del Cauca, Colombia
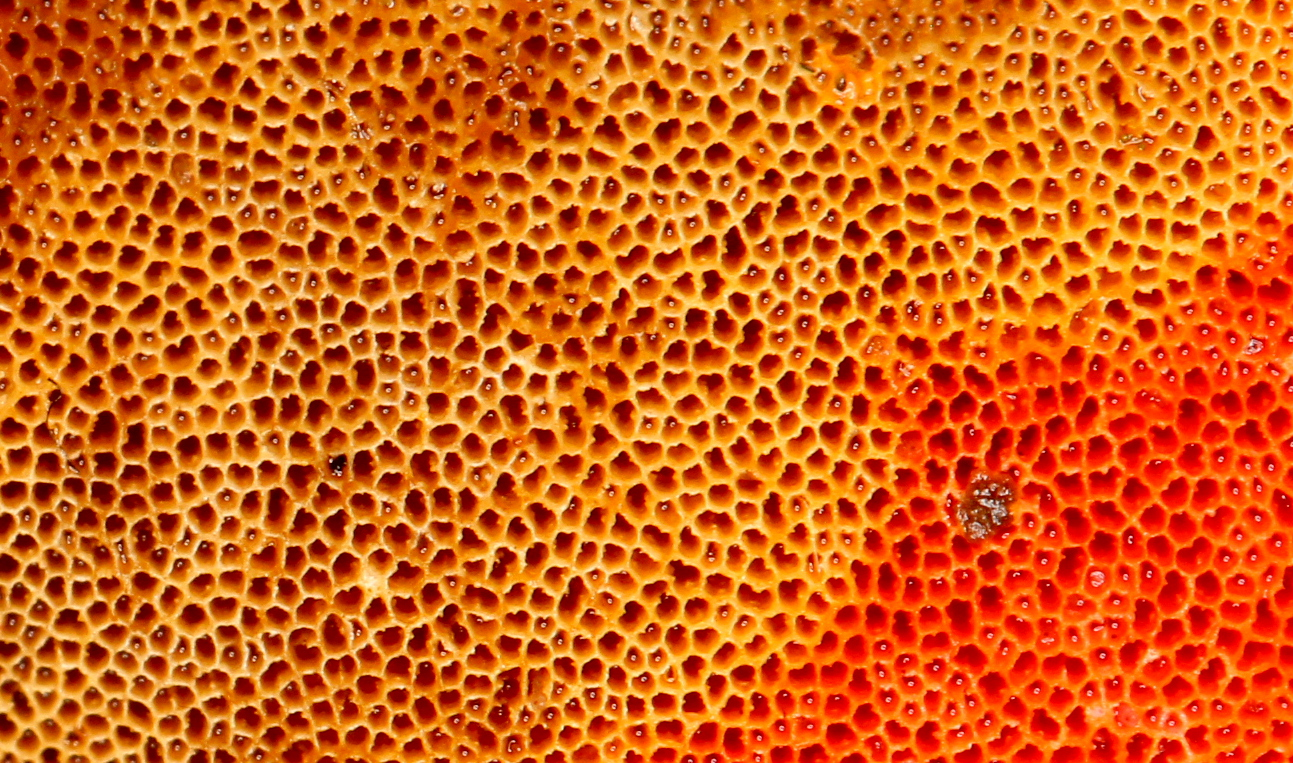
P.sanguineus (detalhe)
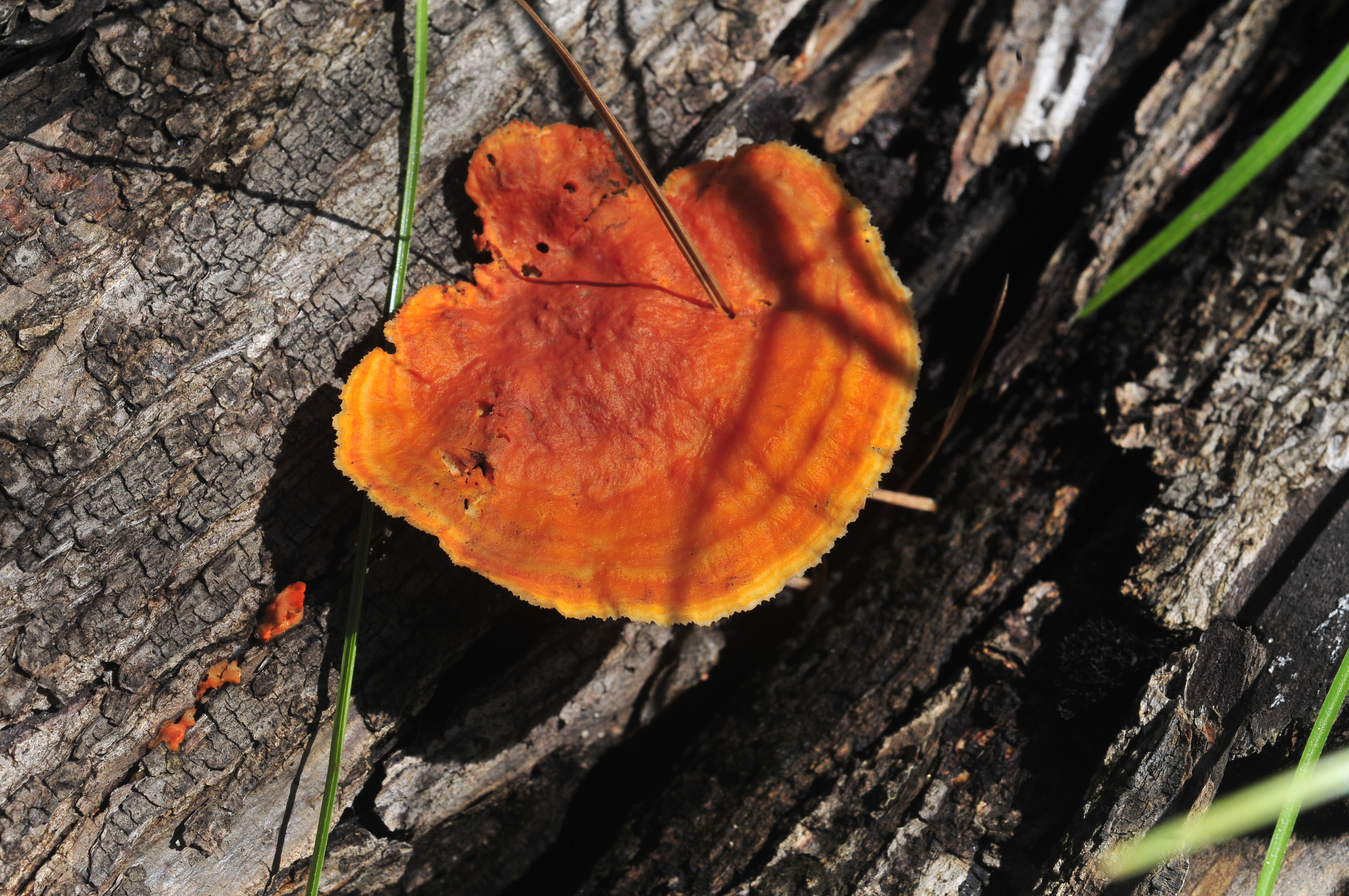
P.sanguineus Orelha de Pau - Salvador (litoral), Bahia, Brasil
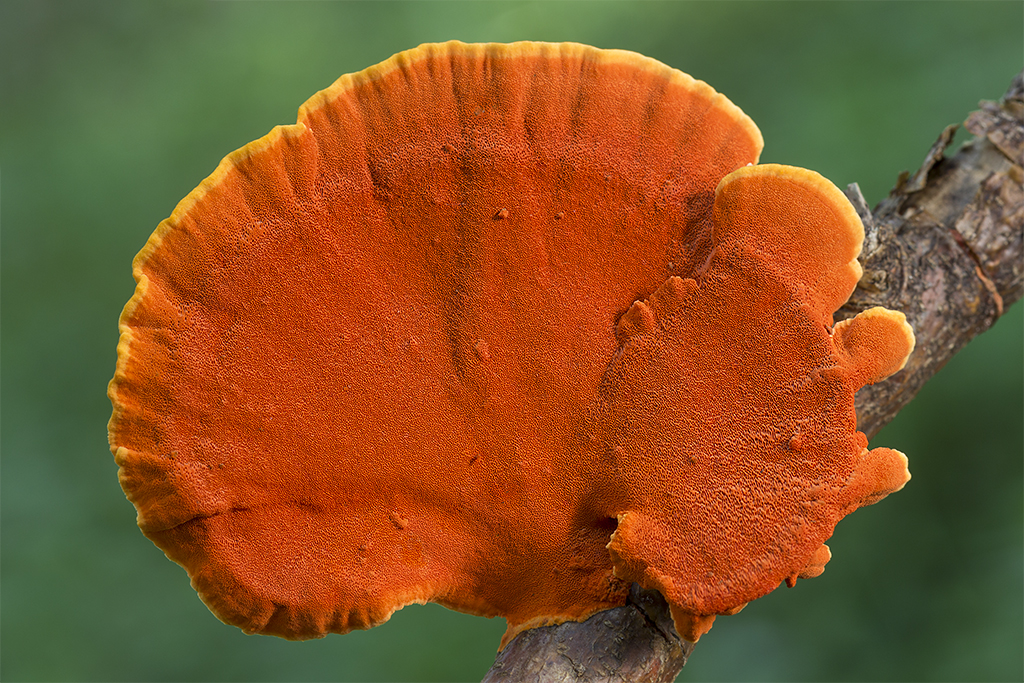
P.sanguineus Araçatuba, São Paulo, Brasil
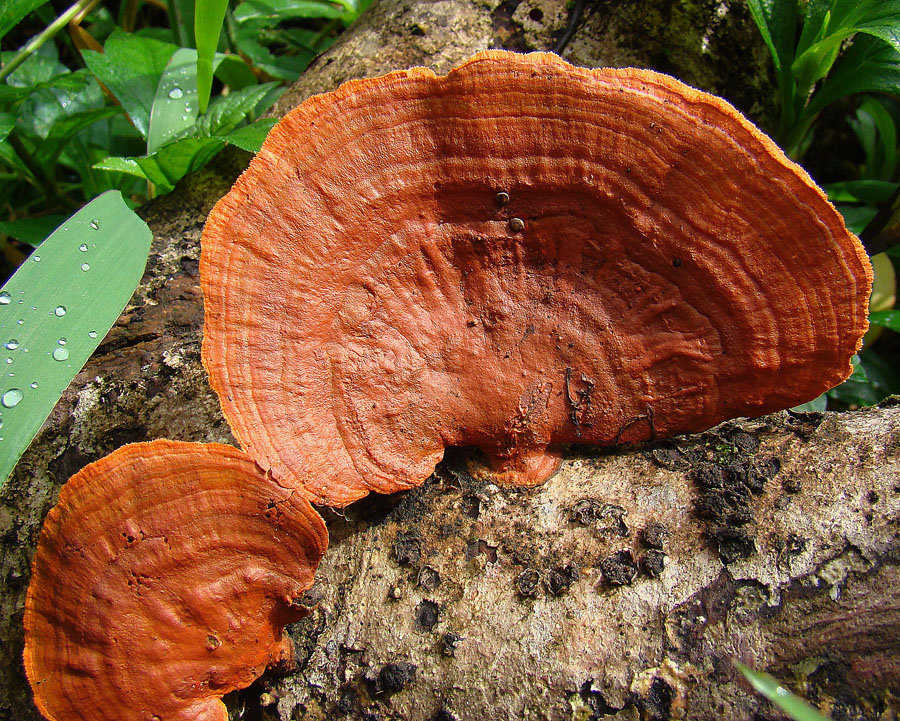
P.sanguineus Red Conk - Bocas del Toro, Panama.
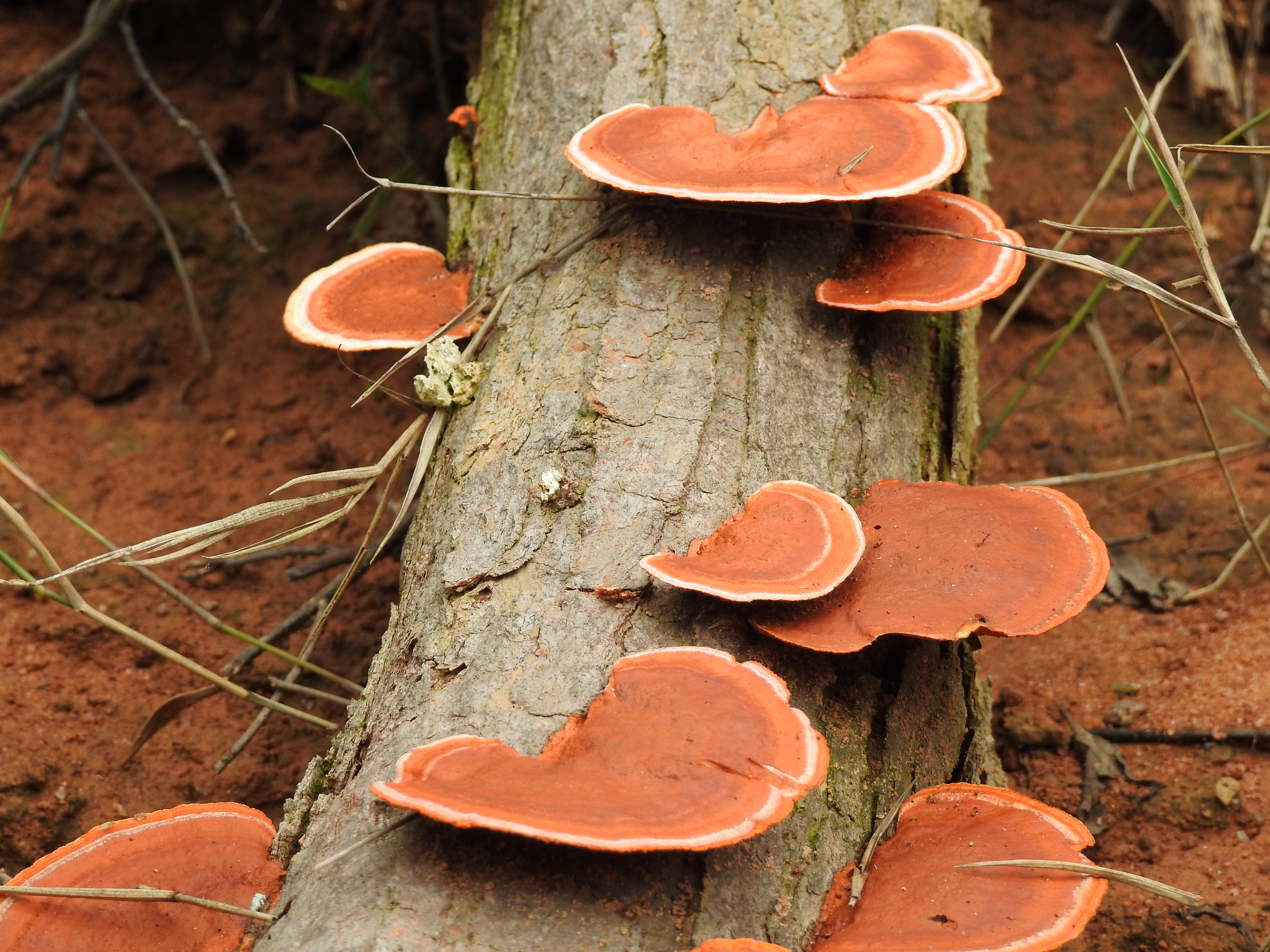
P.sanguineus - Entre Rios de Minas, MG, Brasil
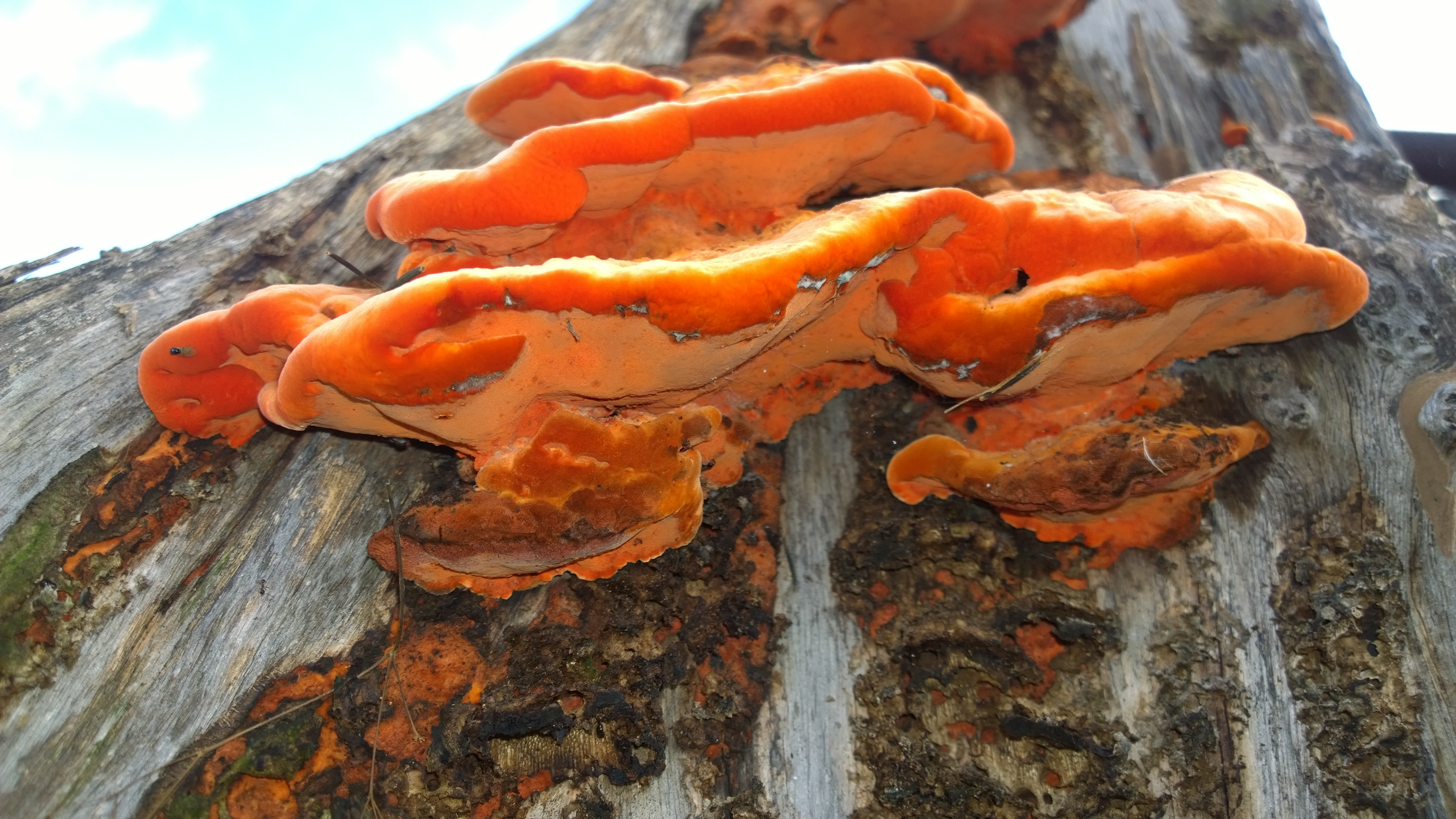
P.sanguineus - Pretória, Gauteng, África do Sul
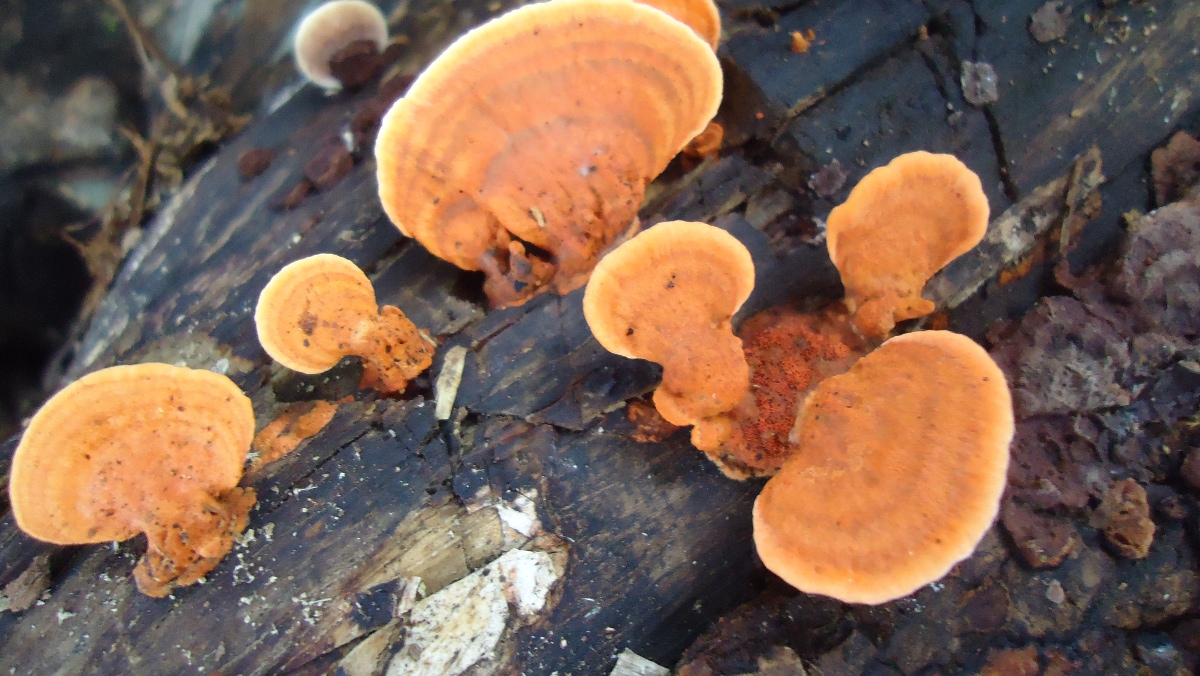
P.sanguineus (?) - Filipinas
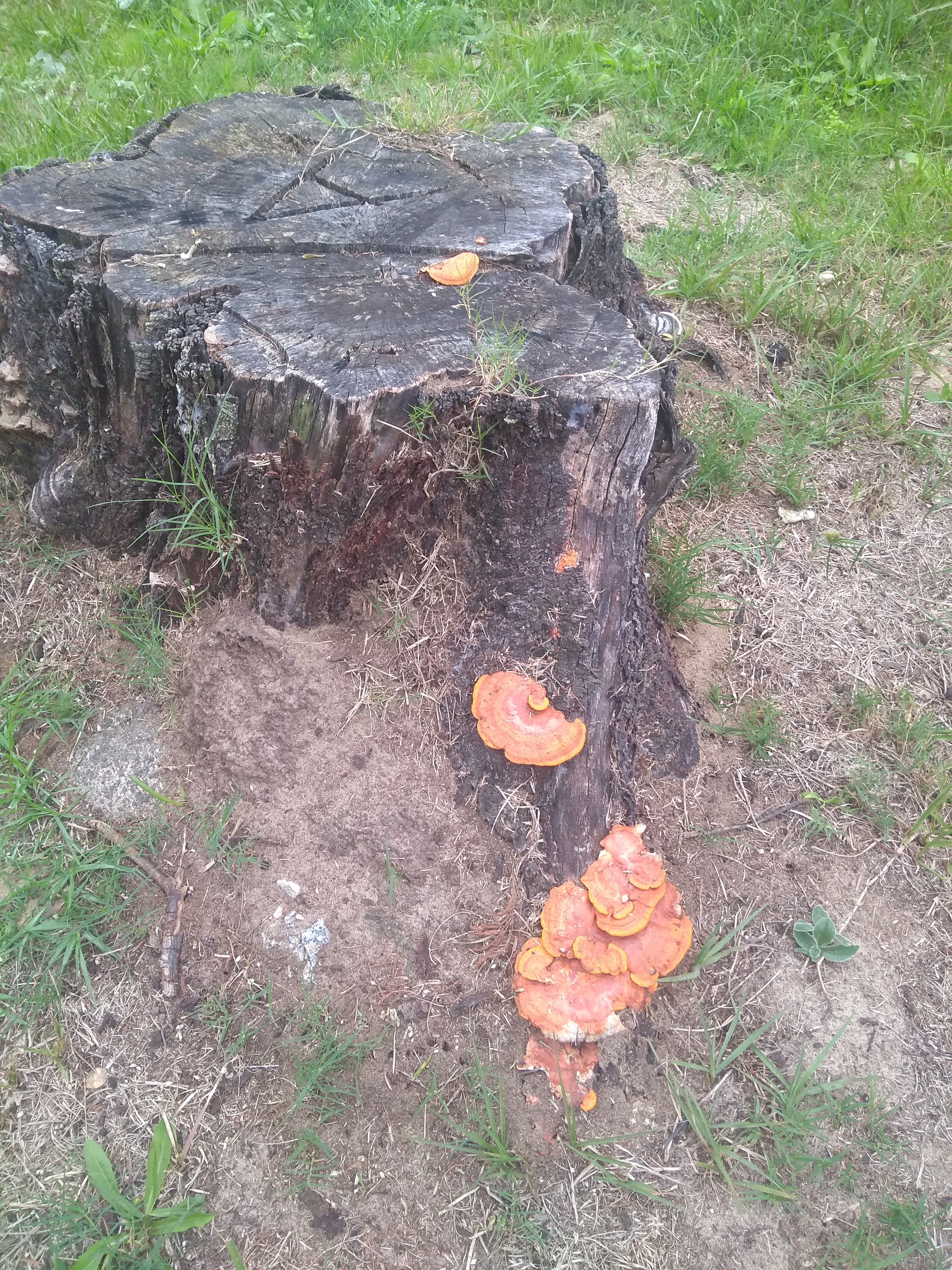
P. sanguineus - Rio Grande, RS, Brasil.
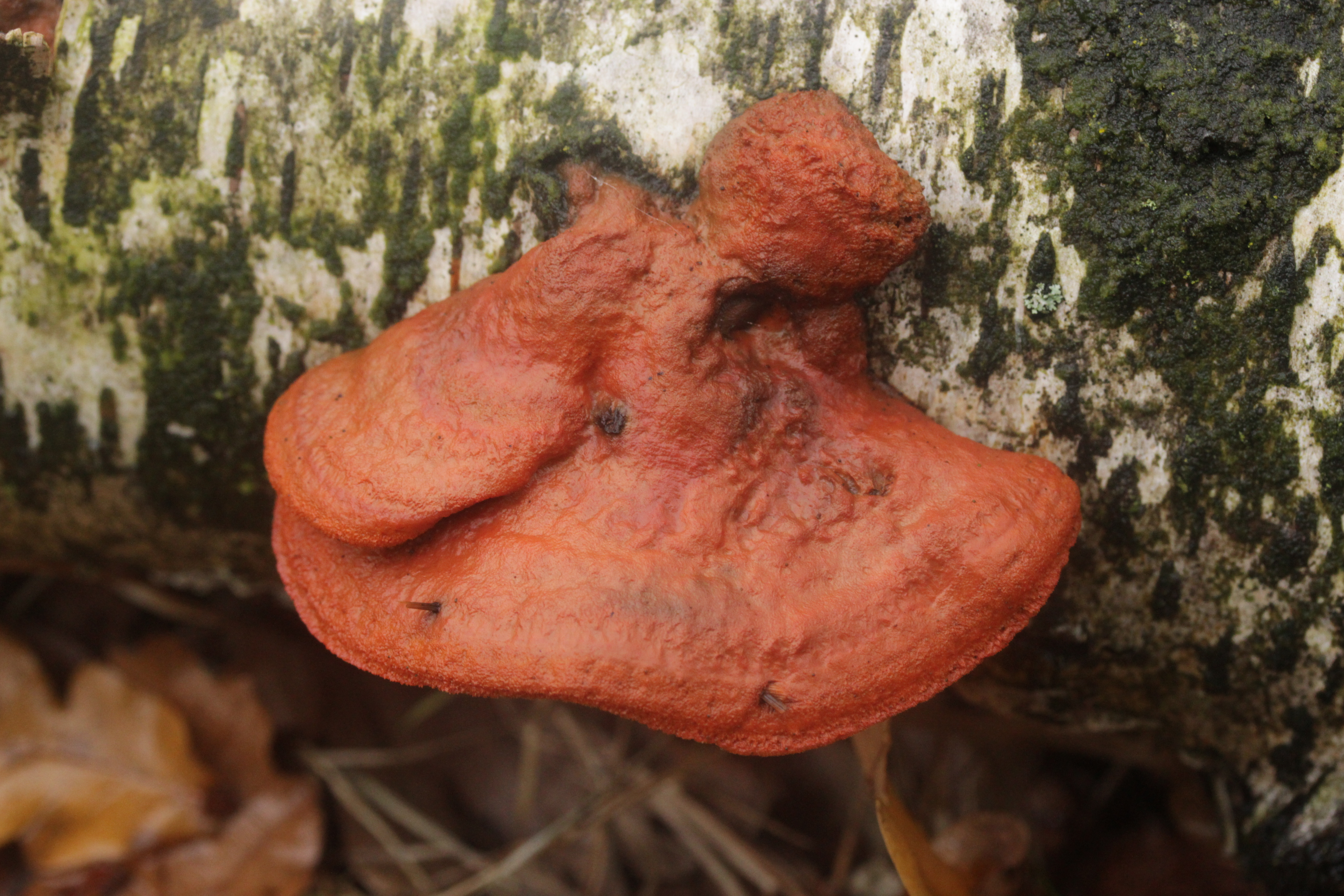
Pycnoporus cinnabarinus